# Liste der chilenischen Botschafter in Polen
Die chilenische Botschaft befindet sich in der Ulica Okrezna 62 in Warschau.

## Geschichte
Nach dem Ende der Teilungen Polens nahmen 1919 die Regierungen Polens und Chiles diplomatische Beziehungen auf.
Die chilenische Botschaft änderte mehrmals ihren Standort: Von 1924 bis 1929 befand sie sich in der Shukhov al. Szucha 6, 1930 in der Ulica Mokotowska 14, ab 1932 in der Ujazdowskie 9am 12, 1971 in der Ulica Świętokrzyska 36, von 1990 bis 1994 in der Ulica Morszyriska 71b und von 1994 bis 1996 in der Ulica Sueskiej 2.
Ab Juni 1926 hatte Horacio Eyzaguirre Rouse (* 10. Januar 1888 in Santiago de Chile) und von Februar 1928 bis 1936 hatte Federico W. Jacob Exequatur als Konsul für die Freie Stadt Danzig.
| Ernannt       | Name                            | Bemerkungen | ernannt während der Regierung von | akkreditiert während der Regierung von | Posten verlassen |
| ------------- | ------------------------------- | --- | --------------------------------- | -------------------------------------- | ---------------- |
| 31. Juli 1922 | Carlos Muñoz Hurtado            | Geschäftsträger verheiratet mit María Teresa Larraín Carlos. 1918 Exequatur als Generalkonsul in der 14 rue des Tranchées in Genf Amtsbezirk Schweiz. Am 10. Mai 1922 in Prag akkreditiert. | Arturo Alessandri Palma           | Józef Piłsudski                        |                  |
| 22. Mai 1924  | Carlos Becerra                  | Geschäftsträger | Luis Altamirano                   | Stanisław Wojciechowski                |                  |
| Feb. 1931     | Francisco Madrid Arellano       | Geschäftsträger (* 1899) 17. Juli 1935: Extraordinario y Ministro Plenipotenciario en Bukarest                                                                                              | Pedro Opazo                       | Ignacy Mościcki                        |                  |
| 19. Juli 1935 | Jorge Hübner Bezanilla          | Geschäftsträger | Carlos Dávila Espinoza            | Ignacy Mościcki                        |                  |
| Aug. 1936     | Alfred Pacini                   | Geschäftsträger | Carlos Dávila Espinoza            | Ignacy Mościcki                        |                  |
| 1940          | Hector Briones-Luco             | Geschäftsträger | Pedro Aguirre Cerda               | Władysław Raczkiewicz                  |                  |
| 1942          | Leon Subercaseaux               | Geschäftsträger | Juan Antonio Ríos Morales         | Władysław Raczkiewicz                  |                  |
| 2. Juli 1965  | Romón Sotomayor                 | Geschäftsträger | Eduardo Frei Montalva             | Edward Ochab                           |                  |
| 2. Feb. 1966  | Victor Jadresic Vargas          | | Eduardo Frei Montalva             | Edward Ochab                           |                  |
| 17. Nov. 1968 | Douglas Gordon-Orr              | Geschäftsträger | Eduardo Frei Montalva             | Marian Spychalski                      |                  |
| 16. Sep. 1969 | Julián Echavarría Elorza        | | Eduardo Frei Montalva             | Marian Spychalski                      |                  |
| 24. Feb. 1971 | Ricardo Tarud Daccarett         | | Salvador Allende Gossens          | Józef Cyrankiewicz                     |                  |
| 10. Okt. 1973 | Unterbrechung der Beziehungen   | Schutzmacht: Brasilien | Augusto Pinochet                  | Henryk Jabłoński                       | 11. März 1990    |
| 13. März 1990 | Jaime Lagos Erazo               | Geschäftsträger | Patricio Aylwin Azócar            | Wojciech Jaruzelski                    |                  |
| 30. Aug. 1990 | Maximo Lira Alcayaga            | | Patricio Aylin Azócar             | Wojciech Jaruzelski                    |                  |
| 29. Juni 1994 | Sergio Eduardo Fernandez Aguayo | | Eduardo Frei Ruz-Tagle            | Lech Wałęsa                            |                  |
| 19. Aug. 1997 | Vicente Sanchez San Cristobal   | | Eduardo rei Ruiz-Tagle            | Aleksander Kwaśniewski                 |                  |
| 20. Juni 2000 | Fabio Vio Ugarte                | | Ricardo Laos Escobar              | Aleksander Kwaśniewski                 |                  |
| 24. Sep. 2002 | Leopoldo Duran Valdes           | | Ricardo Lagos Escobar             | Aleksander Kwaśniewski                 |                  |
| 14. Dez. 2003 | Marcelo Muñoz Tolhuysen         | Geschäftsträger | Ricardo Lagos Escobar             | Aleksander Kwaśniewski                 |                  |
| 17. Aug. 2004 | Jose Manuel Ovalle Bravo        | | Ricardo Lagos Escobar             | Aleksander Kwaśniewski                 |                  |
| Juni 2008     | José Manuel Silva Vidaurre      | (* 15 de April de 1954 in Tokio) | Michelle Bachelet                 | Lech Kaczyński                         |                  |